# Abdallah Bah
Abdallah Bah (Dakar, 30 de novembro de 1975) é um ex-futebolista profissional guineense que atuava como goleiro.

## Carreira
Abdallah Bah representou o elenco da Seleção Guineense de Futebol no Campeonato Africano das Nações de 2004 e 1998.

## Ligaçães externas
Abdallah Bah em National-Football-Teams.com